# Голям барабан
Голям барабан е музикален перкусионен инструмент от групата на мембранофонните инструменти.

## Устройство
Състои се от дървен корпус, две кожи, два метални обръча за опъване на кожите и винтове за настройване.
Големият барабан има нисък басов звук. Той се използва в оркестровата музика и като част от комплекта барабани. Като част от комплекта той има по-малки размери и често се използва само с една кожа.

## Техника на звукоизвличане
В оркестър – посредством удар по кожата с дебела дървена палка с голям накрайник от най-мекия вид филц.
При комплект барабани – посредством удар с чукче, най-често с накрайник от филц, което се задвижва от педал.
В различните държави големият барабан може да се срещне в различни варианти:
- „ламбег“ – ирландски вариант на големия барабан
- „набат“ – вид голям барабан
- „тъпан'“ – в народната музика, басовите звуци се извличат с палка, а високите тонове с пръчица, обикновено държана в лявата ръка

Друг вариант на големия барабан е „голям барабан с една кожа“, който е по-популярен в САЩ под името „гонг-барабан“.